# Genola
Genola ist eine italienische Gemeinde (comune) in der Provinz Cuneo (CN), Region Piemont.

## Lage und Einwohner
Genola liegt 26 km nordöstlich von der Provinzhauptstadt Cuneo entfernt auf einer Höhe von 345 m über dem Meeresspiegel. Das Gemeindegebiet umfasst eine Fläche von 13,72 km² und hat 2564 Einwohner (Stand 31. Dezember 2023).
Die Nachbargemeinden sind Fossano und Savigliano.

## Geschichte
Der Ortsname erscheint in alten Dokumenten als „Genecula“, was „Janecula“ mit der Bedeutung „kleiner Tempel der Diana“ nahezustehen scheint. Anschließend wurde es als „Janevula“, dann als „Genevola“ und „Geneola“ bezeugt, bis es seine heutige Form erreichte. Der Überlieferung nach scheint die Siedlung ligurischen Ursprungs und dann romanisiert zu sein. Im 10. Jahrhundert wurde es von den Sarazenen überfallen.
Ab dem 13. Jahrhundert war seine Geschichte eng mit der der beiden Gemeinden Fossano und Savigliano verbunden. Im 14. Jahrhundert wurde es ein Lehen der Familie Taparelli, einer Patrizierfamilie aus Savigliano, die ihre Herrschaft über einige Städte der Gegend ausdehnte. In der Neuzeit kamen die Galateri hinzu, eine alte Patrizierfamilie aus Savigliano, die das Prädikat „von Genola“ annahm.
Aus historisch-architektonischer Sicht ist das Schloss interessant, da es im Laufe der Jahrhunderte immer wieder erweitert und umgebaut wurde. Bemerkenswert ist auch die Kirche San Michele Arcangelo mit mittelalterlichem Grundriss, einem Glockenturm mit zweibogigen Fenstern und einem Innenraum mit drei Schiffen und Glocken auf den Säulen. Es bewahrt auch ein wertvolles Gemälde mit der Darstellung der Heiligen Lucia und der Heiligen Katharina von Alexandria. Erwähnenswert ist auch die im 18. Jahrhundert erbaute Bruderschaft der Unbefleckten Empfängnis mit einer Fassade mit drei Portikusbuchten, in deren Inneren sich eine barocke Kanzel befindet. Erwähnenswert sind schließlich einige über das Gemeindegebiet verstreute Landkapellen, wie die Kirche San Ciriaco aus dem Mittelalter und die Kirche San Sebastiano, in deren Inneren sich ein Altarbild aus dem 18. Jahrhundert befindet.

## Partnergemeinde
- Marcos Juárez, seit 2004[3]